# Larysa Mitzner
Larysa Zajączkowska-Mitznerowa, pseud. Barbara Gordon, Maria Trzcińska, Elżbieta Piotrowska (ur. 7 sierpnia 1918 w Kijowie, zm. 29 grudnia 1987 w Warszawie) – polska pisarka, znana przede wszystkim jako autorka poczytnych powieści kryminalnych.

## Życiorys
Lata 1920–1936 spędziła w Łodzi, gdzie ukończyła gimnazjum. Następnie przebywała w Warszawie, gdzie studiowała polonistykę na Uniwersytecie Warszawskim i Wyższą Szkołę Dziennikarską (1939). Podczas okupacji przebywała w Warszawie. Po wojnie pracowała w Wydziale Prasowym Urzędu Rady Ministrów, w redakcjach „Życia Warszawy”, „Robotnika” i tygodnika TPPR „Przyjaźń”. W latach 1944–1948 była członkiem PPS, od 1948 roku należała do PZPR.
Od 1956 pod pseudonimem Barbara Gordon pisała powieści kryminalne, lecz także obyczajowe (np. Klika, Niobe) i przeznaczone dla młodzieży (Na tropie „Korsarza”, Rozbite gniazda). Jako tłumaczka literatury rosyjskiej współpracowała potem z wydawnictwami tzw. drugiego obiegu. Była również autorką poezji tworząc pod pseudonimem Elżbieta Piotrowska. Pośmiertnie ukazał się tom jej zapisków i wspomnień oraz zbiór późniejszych utworów poetyckich.
Była odznaczona m.in.: Krzyżem Kawalerskim Orderu Odrodzenia Polski, Złotym, Srebrnym i Brązowym Krzyżem Zasługi oraz Medalem 10-lecia Polski Ludowej (1955).
Żona dziennikarza Zbigniewa Mitznera, matka publicysty i eseisty Piotra Mitznera.

## Twórczość

### Powieści (jako Barbara Gordon)[6]
| - Adresat nieznany (1962) - Bez atu (1971) - Błąd porucznika Kwaśniaka (1983) - Błękitne szynszyle (1960) - Czy pan istnieje, panie mecenasie? (1984) - Ćmy (1976) - Dolina nocy (1980) - Dwaj panowie w „Zodiaku” (1967) - Filiżanka czarnej kawy (1970) - Gdy wrócisz... (1958) - Gwiazdy na ziemi (1961) | - Klika (1964) - Na tropie „Korsarza” (1971) - Nieuchwytny (1977) - Niobe (1966) - Piszę do Ciebie (1960) - Proces poszlakowy (1963) - Rozbite gniazda (1988) - Spotkanie pod zegarem (1965) - Ulica Bliska (1958) - Waza króla Priama (1968) |

### Poezje (jako Elżbieta Piotrowska)
- Wszystkie barwy czasu (1967)[7]
- Drzewa i kamienie – wiersze z lat 1967-1987 (2008)[8]

### Przekłady
- Aleksander Galicz, Kocham was, ludzie (1984)
- Eugenia Ginzburg, Stroma droga, t. 1–2 (1988–1989)[9][10]